# 聖安托尼奧區 (格羅省)
14°09′54″S 72°37′16″W / 14.16500°S 72.62111°W
聖安托尼奧區（西班牙語：Distrito de San Antonio），是秘魯的一個區，位於該國南部阿普里馬克大區的格羅省，始建於1958年3月17日，面積24.1平方公里，海拔高度3,451米，2005年人口532萬，人口密度每平方公里22人。